# 시에라 연애 대작전
시에라 연애 대작전(Sierra Burgess Is a Loser)은 미국에서 제작된 이안 사무엘스 감독의 2018년 코미디 영화이다. 샤넌 퍼서 등이 주연으로 출연하였고 몰리 스미스 등이 제작에 참여하였다.

## 출연

### 주연
- 샤넌 퍼서
- 크리스틴 프로세스
- 노아 센티네오

### 조연
- 리 톰슨
- 앨리스 리
- RJ 사일러
- 크리시 메츠
- 앨런 럭
- 윌 펠츠
- 메리 팻 글리슨
- 조이 모건
- 마리오 레볼로리

## 제작진
- 제작총괄: 린지 비어
- 제작총괄: 브라이언 피트
- 제작총괄: 엘렌 H. 슈워츠